# Vol Knight Air 816
Le 24 mai 1995, l'Embraer EMB 110 effectuant le vol Knight Air 816, un vol intérieur régulier reliant Leeds à Aberdeen, au Royaume-Uni, s'écrase dans un champ peu de temps après son décollage de l'aéroport international de Leeds-Bradford. Aucun des 12 passagers et membres d'équipage à bord ne survivent à l'accident.

## Avion
L'appareil concerné est un Embraer EMB-110P1 Bandeirante, construit en 1980 et immatriculé G-OEAA (numéro de série 110256). Cet avion court-courrier, de fabrication brésilienne, est équipé de deux turbopropulseurs Pratt & Whitney Canada PT6A-34 et est certifié pour transporter 18 passagers. Au moment de l'accident, il totalisait 15 348 heures de vol.

## Passagers et équipage
L'équipage de ce vol, composé de trois personnes, comprend :
- Le commandant de bord John Casson, âgé de 49 ans, qui totalise 3 257 heures de vol, dont 1 026 heures sur EMB 110.
- Le copilote Paul Denton, âgé de 29 ans, qui compte 302 heures de vol à son actif, dont seulement 46 heures sur EMB 110.

Une unique hôtesse de l'air, Helen Leadbetter, ainsi que neuf passagers sont également présents à bord.

## Déroulement du vol
Le matin du jour de l'accident, l'avion a atterri à 9 h 44 à son aéroport d'origine, à Leeds ; il y a ensuite eu un changement d'équipage. L'équipage arrivé à Leeds à bord de l'avion a déclaré qu'il n'y avait eu aucun dysfonctionnement technique dans l'avion pendant le vol. L'avion a ensuite été préparé pour le vol suivant à destination d'Aberdeen, en Écosse, quelques entretiens de routine ont été effectués et le nouvel équipage et neuf passagers sont montés à bord. 
Sur place, la météo était mauvaise, avec une visibilité atteignant 1 100 m, une couverture nuageuse commençant à 400 pieds (121 m) au-dessus de l'aéroport et un vent léger de 4 nœuds (7 km/h) venant du sud-est. Il pleuvait et un orage avait récemment frappé l'aéroport. Il y avait également des conditions de givrage au-dessus de 8 000 pieds (2 438 m) et des avertissements concernant la possibilité de vents violents et d'orages étaient mis en place pour toute la région de Leeds/Bradford.
L'équipage a ensuite appelé le contrôle aérien (ATC) de l'aéroport pour obtenir la permission de démarrer les moteurs à 16 h 41. Après avoir fait marche arrière sur la piste pour ensuite s'aligner sur le seuil de piste, le vol 816 décolle de l'aéroport de Leeds Bradford à 16 h 47 UTC au départ de la piste 14 et dévie presque immédiatement de sa trajectoire de vol. 
Une minute et cinquante secondes après le décollage, alors que l'avion tournait à un cap de 050° et franchissait 1 740 pieds (530 m) d'altitude, le copilote Denton signale des problèmes avec les horizons artificiels (ADI) de l'avion et demande à retourner sur l'aéroport. Le contrôleur aérien a alors donné des instructions pour un cap de 360° et a autorisé l'avion à grimper à une altitude de 3 000 pieds (914 m) QNH. Ces instructions ont été lues correctement, mais le vol 816 a continué son virage à gauche sur 300°, avant d'effectuer un virage à droite avec une inclinaison d'environ 30°. 
Environ 20 secondes plus tard, les pilotes ont reçu l'instruction d'appeler le contrôleur d'approche de l'aéroport de Leeds/Bradford ; l'avion montait alors à une altitude de 2 800 pieds (853 m) dans un virage serré sur la droite. Le contrôleur les a alors informés du fait qu'ils étaient à ce moment-là dans un virage à droite, mais après avoir observé d'autres transmission radar, il leur a dit qu'ils allaient alors tout droit, sur un cap sud-est.
Le contrôleur a alors ordonné un virage à droite sur un cap de 340°. Cette instruction a été correctement prise en compte par le copilote, mais l'Embraer a commencé à virer à gauche avec un angle de roulis initial compris entre 30° et 40°. Ce virage s'est poursuivi sur un cap de 360°, lorsque le copilote a de nouveau demandé à l'ATC s'ils allaient toujours dans la même direction, ce à quoi le contrôleur a répondu que l'avion semblait aller tout droit. Quelques secondes plus tard, le copilote a demandé au contrôleur des nouvelles à propos du plafond ; ce fut la dernière communication radio enregistrée des pilotes.
À ce moment-là, l'Embraer avait atteint une altitude de 3 600 pieds (1 097 m), en ayant maintenu un taux de montée et une vitesse relativement constants ; l'autorisation de l'ATC pour grimper à 3 000 pieds n'avait pas été modifiée à ce moment-là. Après que le contrôleur eut confirmé que l'avion semblait se diriger vers le nord, celui-ci a repris immédiatement son virage à gauche et commença à perdre rapidement de l'altitude. L'angle d'inclinaison augmenta jusqu'à environ 45°, tandis que l'altitude diminua jusqu'à 2 900 pieds (883 m) en 25 secondes environ. Lorsque l'avion passa sur un cap de 230°, il cessa d'apparaître sur le radar secondaire. Il y eut quatre autres échos sur le radar primaire, avant que l'avion ne disparaisse définitivement des écrans radars.
Le vol 816 s'écrase finalement dans un champ à proximité de Dunkeswick (en), au nord de Harewood (Yorkshire de l'Ouest), à environ 10 km au nord-est de l'aéroport. L'appareil a été entièrement détruit lors de l’impact et aucun des trois membres d'équipage ou des neuf passagers n'a survécu à l'accident. 
L'examen ultérieur de l'épave a révélé que, à un stade avancé de la descente, l'avion s'était partiellement disloqué, perdant une grande partie de son aile droite et de son stabilisateur horizontal droit, ainsi que plusieurs parties de son fuselage avant le crash. La défaillance structurelle en vol, qui s'est produite après la perte de contrôle initiale, était le résultat des forces g subies par l'avion, qui dépassaient ses limites de conception, peu avant l'impact final.

## Enquête
Le rapport final de l'Air Accidents Investigation Branch (AAIB) révèle qu'un ou les deux ADI de l'avion ont mal fonctionné pendant le vol, alors que l'équipage pilotait l'appareil dans des conditions météorologiques de vol aux instruments (IMC) et qu'il ne disposait d'aucun autre instrument auxiliaire à bord permettant de déterminer l'assiette en vol ou d'identifier quel ADI était en panne.
Le commandant Casson, qui était alors le pilote en fonction (PF), n'a pas été en mesure de surveiller son cap sans son ADI et a finalement été incapable de garder le contrôle de l'avion, alors qu'il volait dans des conditions IMC, en se référant à d'autres instruments de vol.
Cela a conduit à une perte de contrôle de l'avion par les pilotes, probablement atteint de désorientation spatiale, qui est entré dans une descente incontrôlée en spirale, que les pilotes n'ont pas pu récupérer avant l'impact au sol.